# Кубо Юя
Юя Кубо (яп. 久保 裕也, нар. 24 грудня 1993, Ямаґуті) — японський футболіст, нападник американського «Цинциннаті». Грав у складі збірної Японії.

## Клубна кар'єра
У дорослому футболі дебютував 2011 року виступами за команду «Кіото Санга» з другого дивізіону Джей-ліги, в якій провів два з половиною сезони, взявши участь у 66 матчах чемпіонату. Більшість часу, проведеного у складі «Кіото Санга», був основним гравцем атакувальної ланки команди.
18 червня 2013 року перейшов до швейцарського клубу «Янг Бойз». Відтоді встиг відіграти за бернську команду 104 матчі в національному чемпіонаті, забивши 26 голів.
25 січня 2017 року Кубо був придбаний бельгійським клуб «Гентом» за 3,5 млн. євро. Захищав кольори «Гента» до 2020 року. Протягом цього періоду, у 2018–2019 роках, на правах оренди також грав у Німеччині за «Нюрнберг».
У січні 2020 року став гравцем «Цинциннаті» з американської MLS.

## Виступи за збірну
З 2015 року захищав кольори олімпійської збірної Японії, разом з якою потрапив у заявку команди на Олімпійські ігри 2016 року. 
Протягом 2016–2018 років провів 13 матчів і забив 2 голи у складі національної збірної Японії.
| Дата       | Місто         | Господарі         | Результат | Гості             | Турнір            | Голи | Примітки |
| ---------- | ------------- | ----------------- | --------- | ----------------- | ----------------- | ---- | -------- |
| 11-11-2016 | Касіма        | Японія            | 4 – 0     | Оман              | товариський матч  | -    | 71'      |
| 15-11-2016 | Сайтама       | Японія            | 2 – 1     | Саудівська Аравія | Відбір до ЧС 2018 | -    | 47'      |
| 23-3-2017  | Аль-Айн       | ОАЕ               | 0 – 2     | Японія            | Відбір до ЧС 2018 | 1    | 55' 78'  |
| 28-3-2017  | Сайтама       | Японія            | 4 – 0     | Таїланд           | Відбір до ЧС 2018 | 1    | 84'      |
| 7-6-2017   | Токіо         | Японія            | 1 – 1     | Сирія             | товариський матч  | -    | 45'      |
| 13-6-2017  | Тегеран       | Ірак              | 1 – 1     | Японія            | Відбір до ЧС 2018 | -    |          |
| 31-8-2017  | Сайтама       | Японія            | 2 – 0     | Австралія         | Відбір до ЧС 2018 | -    | 89'      |
| 5-9-2017   | Джидда        | Саудівська Аравія | 1 – 0     | Японія            | Відбір до ЧС 2018 | -    | 80'      |
| 6-10-2017  | Toyota        | Японія            | 2 – 1     | Нова Зеландія     | товариський матч  | -    | 78'      |
| 10-11-2017 | Вільнев-д'Аск | Японія            | 1 – 3     | Бразилія          | товариський матч  | -    | 46'      |
| 14-11-2017 | Брюгге        | Бельгія           | 1 – 0     | Японія            | товариський матч  | -    | 68'      |
| 23-3-2018  | Льєж          | Японія            | 1 – 1     | Малі              | товариський матч  | -    | 70'      |
| 27-3-2018  | Льєж          | Японія            | 1 – 2     | Україна           | товариський матч  | -    | 65'      |
| Усього     |               | Матчів            | 13        |                   | Голів             | 2    |          |

## Титули і досягнення
- Чемпіон Азії (U-23): 2016